# Emulador de consola

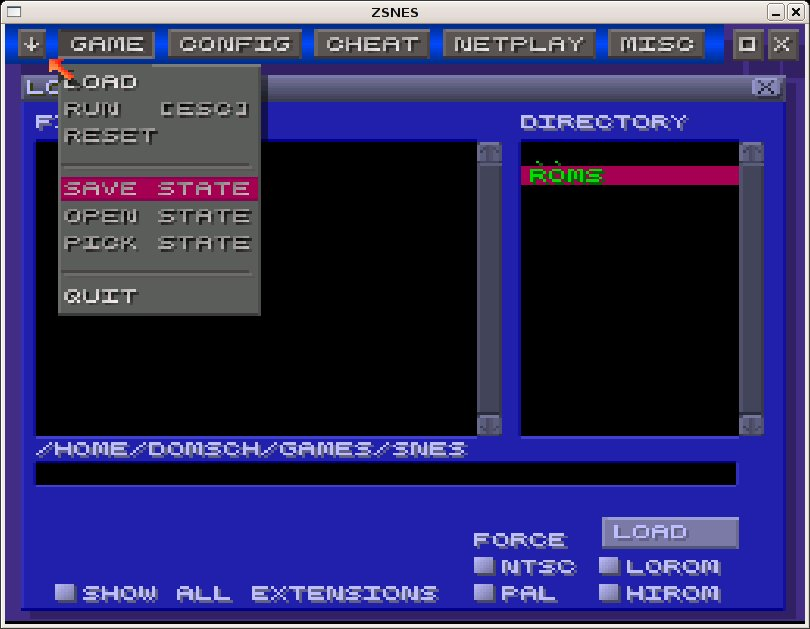
Emulador ZSNES

Un emulador de consola és un programa informàtic, o qualsevol altre dispositiu de computació, que és capaç d'emular una videoconsola, sigui de sobre taula o portàtil, de manera que la computadora pugui ser utilitzada per jugar a videojocs que van ser creats per aquesta consola o també desenvolupar jocs pel mateix. Moltes eines són utilitzades per traduir jocs a altres llengües, modificar (hack) jocs existents o desenvolupar jocs de demostració. A més a més, els emuladors de consola poden ser utilitzats entre consoles, i així fent que una consola de videojocs moderna pugui emular a una més antiga.

## Història
L'emulació era usada ocasionalment pels desenvolupadors de consoles primerencs en els anys 1980 per a permetre que jocs d'altres maquinaris pogueren reproduir-se en els dispositius dels desenvolupadors.
Les Atari van ser fàcilment les consoles més populars i esteses de la primera generació, i molts desenvolupadors eren compatibles amb la vasta biblioteca de jocs del sistema com a reclam comercial per a atraure compradors. La Colecovision de Coleco i la 5200 de la mateixa Atari incloïen perifèrics afegits per a permetre jugar amb els cartutxs de la Atari 2600, i la Atari 7800 incloïa aquesta funcionalitat directament en la consola. Generalment, aquesta emulació va ser aconseguida a través de maquinari, a diferència de l'emulació actual de les consoles, que generalment reprodueix la funcionalitat d'un sistema completament per programari.
A mitjans dels anys 1990, els ordinadors havien progressat al punt on era tècnicament factible reproduir el comportament d'algunes consoles més primerenques completament pel programari, i els primers emuladors de consoles no autoritzades, sense fins de lucre van començar a aparèixer. Aquests primers programes eren sovint incomplets, només parcialment emulant un sistema donat, i sovint omplien amb bestioles d'ordinador. Com pocs fabricants alguna vegada havien publicat especificacions tècniques per al seu maquinari, va ser deixat a programadors aficionats i reveladors per a deduir els funcionaments exactes d'una consola per l'enginyeria inversa.
Les consoles de Nintendo van tendir a ser les més comunament estudiades, i els primers emuladors més avançats van tendir a reproduir els funcionaments del Sistema de Nintendo i el Sistema del Super Nintendo. Programes com iNES de Marat Fayzullin (que va emular les Nintendo) i VirtualGameBoy (Game Boy), el Pasofami (Nintendo) i Pasofami Super (SNES), i VSMC (SNES) era els emuladors de consola més populars d'esta era. L'abril del 1997, Bloodlust Software va alliberar la versió 0.2 de NESticle. Un alliberament inanunciada i inesperada, NESticle va impressionar la comunitat d'emulació de consola naixent amb la seva facilitat d'ocupació i va inrivaltizar amb la compatibilitat amb imatges de memòria només de lectura de Nintendo. NESticle possiblement va proporcionar el catalitzador amb el qual l'emulació de consola va eixir: Cada vegada més, els usuaris van començar a experimentar amb l'emulació de la consola, i una generació nova d'emuladors va aparéixer després del plom (de l'avantatge) del NESTICLE. Bloodlust Programari prompte tornat amb Genecyst (emulant la Sega Genesis), i altres, va alliberar emuladors com Snes9x i ZSNES (SNES). Aquest creixement ràpid en el desenvolupament d'emuladors al seu temps va alimentar el creixement de les comunitats d'hàckeig i traduccions per aficionats de ROMs. La creació de projectes per a la traducció de videojocs com ara els videojocs de rol (RPG) va atraure encara més l'atenció dels usuaris cap a l'emulació.
Mentre les computadores van continuar avançant i els dissenyadors van augmentar la seva perícia, el lapse de temps entre la posada en venda d'una consola i la seva emulació reeixida va començar a disminuir. Així, algunes de les consoles recents com la Nintendo 64, la PlayStation de Sony i la Gameboy Advance van tindre un treball significativament satisfactori mentre es trobaven encara en producció. Això ha portat cap a un creixent augment en els intents per a aturar l'emulació no oficial. Però, pel fet que la "enginyeria al revés" està protegida per les lleis de molts països, els que paguen les conseqüències d'aquest atac són principalment les pàgines d'internet que hostatgen ROMs o imatges ISO. Molts llocs web han sigut forçats a tancar sota l'amenaça d'una acció legal. D'altra banda, els dissenyadors comercials han començat una vegada més a utilitzar l'emulació com a maneres de revendre els seus vells jocs en noves consoles.
Alguns exemples poden ser: Square CO. (ara Square Enix) amb els seus múltiples reactivacions de títols dels Final Fantasy en el PlayStation. Les col·leccions de Sega dels jocs de Sonic i les col·leccions de Capcom dels jocs de Megaman per al Nintendo GameCube, PlayStation 2 i Xbox.

## Estructura
La majoria dels emuladors solament emulen una determinada configuració arquitectura de maquinari - si el sistema d'explotació (o sistema operatiu) també cal per a emular cert programa llavors ha de ser emulat també. Tant el sistema d'explotació com el programa han de ser interpretats per l'emulador, com si estigués executant-se en l'equip original. A part de la interpretació del llenguatge de la màquina emulada, cal emular la resta de l'equip, com els dispositius d'entrada i sortida, de forma virtual: si escriure en una regió específica de la memòria ha d'influir en el contingut en pantalla, per exemple, això també ha de ser emulat.
En comptes d'una emulació completa de l'equip, una compatibilitat superficial pot ser suficient. Això tradueix les cridades del sistema emulat a cridades del sistema amfitrió. Els desenvolupadors de programes per a màquines amb sistemes computerizats i consoles de videojoc comunament utilitzen emuladors especialment exactes cridats simuladors abans d'executar-los en l'equip real. Això permet que el programa pugui ser produït i provat abans que la versió final de l'equip per al qual s'està desenvolupant sigui produïda en grans quantitats, d'aquesta forma pot ser provat sense haver de copiar el programa en l'equip, de manera que puguin ser eliminats errors en un nivell baix sense tenir els efectes col·laterals d'un depurador.
Típicament, un emulador es divideix en mòduls que corresponen de forma precisa als subsistemes de l'equip emulat. El més comú, és que un emulador aquest compost pels següents mòduls: 
- Un emulador de CPU o un simulador de UCP (ambdós termes són en la majoria dels casos intercanviables).
- Un mòdul per al subsistema de memòria.
- Diversos emuladors per als dispositius d'entrada i sortida.

El més comuna és que els Busos no siguin emulats, per raons de simplicitat i rendiment, i perquè els perifèric virtuals es comuniquin directament amb la UCP i els subsistemes de memòria.

## Perspectives
Fora de l'ús oficial, l'emulació generalment ha estat vista negativament pels fabricants de consoles de videojocs i desenvolupadors de jocs. La preocupació més gran és la naturalesa de la infracció dels drets d'autor relacionada amb les imatges ROM de jocs, normalment distribuïdes lliurement i sense restriccions de maquinari. Tot i que això afecta directament les vendes potencials de jocs emulats i, per tant, els editors i desenvolupadors, la naturalesa de la cadena de valor de la indústria pot provocar danys financers potencials als fabricants de consoles. A més, l'emulació desafia l'ús de la indústria del model de fulles d'afaitar per a jocs de consola, on les consoles es venen prop dels costos i els ingressos en comptes d'obtenir de les llicències de venda de jocs. Amb l'emulació de consoles que s'està desenvolupant malgrat que les consoles encara estan al mercat, els fabricants de consoles es veuen obligats a continuar innovant, portar més jocs per als seus sistemes al mercat i passar ràpidament a noves tecnologies per continuar amb el seu model de negoci. Hi ha més preocupacions relacionades amb la propietat intel·lectual de la marca de la consola i dels actius dels jocs que es podrien fer un ús indegut, tot i que aquests són menys problemes amb l'emulació en si, sinó amb com s'utilitza el programari posteriorment.
Alternativament, es veu que l'emulació millora els esforços de la preservació de videojocs, tant per canviar la informació del joc de la tecnologia obsoleta a formats més nous i persistents, com per proporcionar programari o maquinari alternatius al maquinari antic. Les preocupacions sobre el cost, la disponibilitat i la longevitat del programari de jocs i el maquinari de la consola també s'han citat com a motiu per donar suport al desenvolupament d'emuladors. Alguns usuaris de l'emulació també veuen que l'emulació és un mitjà per preservar els jocs d'empreses que fa temps que han fet fallida o que han desaparegut de la caiguda del mercat i les contraccions anteriors de la indústria, i on la propietat de la propietat no està clara. L'emulació també es pot veure com un mitjà per millorar la funcionalitat del joc original que d'una altra manera no seria possible, com ara afegir localitzacions mitjançant pedaços ROM o funcions noves com ara desar els estats.El novembre de 2021, Phil Spencer va declarar que esperava que les empreses de videojocs eventualment desenvolupin i propaguen una emulació legal que permetés als usuaris jugar a qualsevol joc del passat del qual ja posseïssin una còpia, caracteritzant-la com "una gran estrella polar" a la qual la indústria vol apuntar en el futur.

## Problemes legals

### Estats Units
A mesura que els ordinadors i les xarxes d'ordinadors globals van continuar avançant i esdevenint més populars, els desenvolupadors d'emuladors es van anar fent més hàbils en el seu treball, el període entre el llançament comercial d'una consola i la seva emulació reeixida va començar a reduir-se. La cinquena generació de consoles com ara Nintendo 64, PlayStation i la sisena generació de portàtils, com el Game Boy Advance, van veure progressos significatius cap a l'emulació durant la seva producció. Això va provocar un esforç dels fabricants de consoles per aturar l'emulació no oficial, però errors consistents com ara Sega v. Accolade 977 F.2d 1510 (9th Cir. 1992), Sony Computer Entertainment, Inc. v. Connectix Corporation 203 F.3d 596 (2000), i Sony Computer Entertainment America v. Bleem 214 F.3d 1022 (2000), han tingut l'efecte contrari, que ha dictaminat que els emuladors, desenvolupats mitjançant el disseny de sales netes, són legals. El Bibliotecari del Congrés, en virtut de la Digital Millennium Copyright Act (DMCA), ha codificat aquestes regles com a exempcions permeses per evitar les proteccions tècniques dels drets d'autor al maquinari de la consola. Tanmateix, els desenvolupadors d'emuladors no poden incorporar codi que pugui haver estat incrustat a la BIOS del maquinari, ni enviar la imatge de la BIOS amb els seus emuladors.
La distribució no autoritzada de codi protegit per drets d'autor continua sent il·legal, d'acord amb el dret d'autor específic del país i la llei internacional de drets d'autor sota el Conveni de Berna. En conseqüència, els editors i desenvolupadors de videojocs han pres accions legals contra els llocs web que redistribueixen il·legalment el seu programari amb drets d'autor, forçant amb èxit els llocs a eliminar els seus títols o eliminant els llocs web completament.
Segons la llei dels Estats Units, l'obtenció d'una còpia abocada de la BIOS de la màquina original és legal segons la sentència Lewis Galoob Toys, Inc. v. Nintendo of America, Inc., 964 F.2d 965 (9th Cir. 1992) com a ús legítim sempre que l'usuari obtingués una còpia comprada legalment de la màquina. Tanmateix, per mitigar això, diversos emuladors per a plataformes com Game Boy Advance són capaços d'executar-se sense un fitxer de BIOS, utilitzant emulació d'alt nivell per simular subrutines de la BIOS amb un lleuger cost en precisió d'emulació.
Les consoles més noves han introduït una o més capes de xifratge per dificultar l'emulació des d'una perspectiva tècnica, però també poden crear més desafiaments legals sota la DMCA, que prohibeix la distribució d'eines i informació sobre com evitar aquestes capes. L'emulador Yuzu de Nintendo Switch havia estat demandat per Nintendo perquè el grup que hi havia darrere de l'emulador havia proporcionat aquesta informació sobre com obtenir les claus de desxifrat necessàries, la qual cosa va portar el grup a acordar-se amb Nintendo i eliminant l'emulador de la distribució. Des d'aleshores van aparèixer els projectes bifurcats de Yuzu, que van prendre la ruta d'informar als usuaris quins elements de desxifrat necessitarien, però, en cas contrari, sense indicar com adquirir-los per mantenir-se dins de la posició de Nintendo contra l'emulació i la infracció dels drets d'autor.

### Suplantació d'identitat per programari maliciós
A causa de la seva popularitat, els emuladors també han estat objectiu d'estafes en línia en forma de programes cavall de Troia dissenyats per imitar l'aparença d'un emulador legítim, que després es promocionen a través de spam, a YouTube i en altres llocs. Algunes estafes, com el suposat emulador "PCSX4", fins i tot han arribat a configurar un fals dipòsit GitHub, presumiblement per augmentar la confiança, especialment per a aquells que no estan familiaritzats amb el desenvolupament de programari de codi obert. Des de llavors, la Comissió Federal de Comerç ha emès una advertència als usuaris perquè evitin descarregar aquest programari, en resposta als informes d'un suposat emulador de Nintendo Switch publicat per diversos llocs web com a front per a una estafa d'enquesta.

## Ús oficial
A causa de l'alta demanda de jugar a jocs antics en sistemes moderns, les consoles han començat a incorporar tecnologia d'emulació. El més notable d'ells és la Consola virtual de Nintendo. Publicada originalment per a la Wii, però present a la 3DS i Wii U, Virtual Console utilitza l'emulació de programari per permetre la compra i la reproducció de jocs per a sistemes antics. en aquest maquinari modern. Tot i que no tots els jocs estan disponibles, la consola virtual té una gran col·lecció de jocs que abasten una gran varietat de consoles. Actualment, la biblioteca de jocs anteriors de la Consola virtual consta de títols provinents de Nintendo Entertainment System, Super NES, Game Boy, Game Boy Color, Nintendo 64, Game Boy Advance, Nintendo DS i Wii, així com la Master System i Genesis/Mega Drive de Sega, el TurboGrafx-16 de NEC i el Neo Geo de SNK. El servei per a la Wii també inclou jocs per a plataformes que només es coneixien en regions seleccionades, com ara Commodore 64 (Europa i Amèrica del Nord) i MSX (Japó), així com Virtual Console Arcade, que permet als jugadors descarregar jocs d'arcade de vídeo. Els títols de la consola virtual s'han baixat més de deu milions de vegades. Cada joc es distribueix amb un emulador dedicat ajustat per executar el joc de la millor manera possible. Tanmateix, no té les millores que proporcionen els emuladors no oficials i molts títols encara no estan disponibles.
Fins a l'actualització del microprogramari 4.0.0, el programari del sistema de Nintendo Switch contenia un emulador de NES incrustat, anomenat internament "flog", que executava el joc Golf (amb controlador de moviment compatible amb Joy-Con). Es creia que l'ou de pasqua era un homenatge a l'expresident de Nintendo Satoru Iwata, que va morir el 2015: el joc només es va poder accedir l'11 de juliol (la data de la seva mort), Golf va ser programat per Iwata, i el joc es va activar fent un gest de moviment amb un parell de Joy-Con que Iwata havia utilitzat famós durant les presentacions de vídeo de Nintendo. Es va suggerir que la inclusió de Golf estava pensada com una forma digital d'omamori—una forma tradicional d'amulet japonès destinat a proporcionar sort o protecció. Com a part del seu servei de subscripció a Nintendo Switch Online, Nintendo va llançar posteriorment una aplicació amb una biblioteca sota demanda de títols de NES i SNES actualitzats regularment. L'aplicació inclou funcions similars als títols de la Consola virtual, com ara els estats de desat, així com un mode d'escala de píxels i un efecte que simula les pantalles de televisió CRT.
A causa de les diferències de maquinari, l'Xbox 360 no és de manera nativa compatible amb els jocs originals de l'Xbox. No obstant això, Microsoft va aconseguir la compatibilitat amb les versions anteriors de títols populars mitjançant un emulador. El 15 de juny de 2015, Microsoft va anunciar que la Xbox One seria compatible amb Xbox 360 mitjançant l'emulació. El juny de 2017, van anunciar que els títols originals de Xbox també estarien disponibles per a la compatibilitat enrere mitjançant l'emulació, però com que l'original de Xbox s'executa amb l'arquitectura x86, l'emulació de la CPU és innecessària, millorant molt el rendiment. La PlayStation 3 utilitza l'emulació de programari per reproduir títols originals de PlayStation, i la PlayStation Store ven jocs que s'executen mitjançant un emulador dins de la màquina. En els models originals japonesos i nord-americans de 60 GB i 20 GB, el maquinari original de PS2 està present per executar títols; no obstant això, tots els models PAL i els models posteriors llançats al Japó i Amèrica del Nord van eliminar alguns components de maquinari de PS2, substituint-los per l'emulació de programari que treballava juntament amb el maquinari de vídeo per aconseguir una emulació parcial de maquinari/programari. En versions posteriors, la compatibilitat amb els títols de PS2 es va eliminar completament juntament amb el xip gràfic de la PS2 i, finalment, Sony va llançar títols de PS2 amb emulació de programari a la PlayStation Store.
Els desenvolupadors comercials també han utilitzat l'emulació com a mitjà per tornar a empaquetar i reeditar jocs antics en consoles més noves en versions minoristes. Per exemple, Sega ha creat diverses col·leccions de jocs de Sonic the Hedgehog. Abans de la Virtual Console, Nintendo també va utilitzar aquesta tàctica, com ara les reedicions de Game Boy Advance dels títols de NES al Classic NES Series.

## Altres utilitats

### Pirateig i modificació de la ROM
Tot i que l'objectiu principal de l'emulació és fer que els videojocs antics s'executin en sistemes més nous, hi ha diversos avantatges inherents a la flexibilitat addicional de l'emulació de programari que no eren possibles als sistemes originals.
Un avantatge de les imatges ROM és hackeig ROM potencial que hi ha: programadors principiants i entusiastes del jocs poden fer les seves traduccions de jocs de fora del país, reescrivin els diàlegs d'un joc, i canviant les característiques del joc deixant-lo totalment diferent del joc original. El programari és capaç de poder canviar l'estat desar la partida, canviar el so, posar opcions multijugador en línia, o la incorporació d'un paquet de trucs auto-activables.
Alguns dels emuladors de consola poden ser: la gnuboy, BlueMSX, VisualBoyAdvance, jNES, FCE Ultra, nester, Snes9x, ZSNES, Nessie, Project64, Stella (emulador), Power Player Super Joy III, Gens i TuxNES.

### Característiques tècniques millorades
El programari que emula una consola es pot millorar amb capacitats addicionals que no tenia el sistema original. Aquests inclouen capacitats gràfiques millorades, com ara l'antialiasing espacial, l'augment d'escala de la resolució framebuffer per adaptar-se a l'alta definició i fins i tot resolucions de visualització més altes, així com el filtrat anisotròpic (afinació de la textura).
El programari d'emulació pot oferir capacitats d'àudio millorades (per exemple, una latència reduïda i una millor interpolació d'àudio), desar l'estat millorats (que permeten a l'usuari desar un joc en qualsevol moment per depurar-lo o tornar-lo a provar) i reduir els temps d'arrencada i càrrega. Alguns emuladors inclouen una opció per arrencar un joc "ràpidament", evitant les pantalles de presentació originals del fabricant de la consola.
A més, el programari d'emulació pot oferir la funcionalitat de multijugador en línia i la capacitat d'accelerar i reduir la velocitat d'emulació. Això permet a l'usuari avançar ràpidament a través d'escenes de tall no desitjades, per exemple, o la possibilitat de desactivar completament el limitador de fotogrames (útil per a l'avaluació comparativa).

### Evitant els tancaments regionals
Algunes consoles tenen un bloqueig regional que impedeix que l'usuari pugui jugar fora de la regió de joc designada. Això es pot considerar una molèstia per als jugadors de consola, ja que alguns jocs presenten diferències de localització aparentment inexplicables entre regions, com ara diferències en els requisits de temps per a les missions de conducció i les proves de llicència en Gran Turismo 4, i la versió PAL de Final Fantasy X que va afegir més habilitats dins del joc, canvis a alguns caps i fins i tot més caps, Dark Aeons, que no estaven disponibles a la versió nord-americana del joc NTSC.
Tot i que normalment és possible modificar les mateixes consoles per evitar els bloquejos regionals, les modificacions de la consola poden causar problemes amb les pantalles que no es mostren correctament i els jocs funcionen massa ràpid o lentament, a causa del fet que la consola en si no està dissenyada per sortir a la consola. format correcte per al joc. Aquests problemes es poden superar amb emuladors, ja que normalment estan dissenyats amb els seus propis mòduls de sortida, que poden executar jocs tant NTSC com PAL sense problemes.

### Trampes i funcionalitats de pantalla ampla
Molts emuladors, per exemple Snes9x, faciliten molt la càrrega de trucs basats en consola, sense necessitat de dispositius de maquinari propietaris potencialment cars com els utilitzats per GameShark i Action Replay. Les eines de programari gratuït permeten convertir els codis donats per aquests programes en codi que es pot llegir directament pel sistema de trampes integrat de l'emulador, i fins i tot permeten canviar els trucs des del menú. Les eines de depuració que apareixen a molts emuladors també ajuden els jugadors a crear els seus propis trucs.
També es poden utilitzar sistemes similars per habilitar Widescreen Hacks per a determinats jocs, permetent a l'usuari jugar a jocs que originalment no estaven pensats per a pantalla panoràmica, sense haver de preocupar-se per la distorsió de la relació d'aspecte en monitors de pantalla ampla.